# Martín Falci
Martín Javier Falci Frosoni (San Miguel de Tucumán, Argentina, 3 de diciembre de 1991) es un director, productor, guionista y crítico de cine argentino.

## Biografía
Es Licenciado en Cinematografía de la Escuela Universitaria de Cine, Video y Televisión de la Universidad Nacional de Tucumán y del colegio Gymnasium como Bachiller Superior Humanista.
Fundó la productora independiente 47 Planos que acompañó proyectos como La Ausencia de Juana, Érase una Vez en el Norte, Llamada Nocturna y Totitita, cortometrajes que participaron en más de 30 festivales de todo el mundo. 
Trabajó en publicidad, radio (Los Viudos de los Viernes, Manyines en la Tarde), televisión (De Noche con Miguel Martín) y crítica de cine (Cinefis Latinoamérica, Ver para Creer - Blogs La Gaceta). 
Es miembro fundador y actual presidente de Tucumán Audiovisual, asociación civil que organiza a los trabajadores del sector audiovisual en la provincia de Tucumán y en 2018 logró la aprobación de la Ley Audiovisual Provincial de Tucumán. También es miembro fundador de FAVA - Federación Audiovisual Argentina y socio del colectivo PCI: Proyecto Cine Independiente.
La Hermandad es su primera película como director. El largometraje documental está producido por Benjamín Ávila (Gilda, Infancia Clandestina) y retrata la infancia y la masculinidad en el último campamento de varones del un colegio tradicional. Estrenó comercialmente en Argentina el 15 de agosto de 2019. Formó parte de la selección oficial de la Competencia Argentina del 14° Tucumán Cine - Festival Latinoamericano de Cine Gerardo Vallejo y la Competencia Argentina del FIDBA - Festival Internacional de Cine Documental de Buenos Aires, donde ganó el Premio SAE al "Mejor Montaje" .

## Filmografía

#### Director - Guionista
- 2019: La Hermandad  Largometraje Documental escrito por Jairo Cejas y Martín Falci, producido por H1520 Producciones (Benjamín Ávila y Maximiliano Dubois). 83 minutos.  Sinopsis: Los niños de 10 años viajan por primera vez al esperado campamento de su colegio. Durante una semana en la naturaleza, descubrirán el instinto de supervivencia lejos del amparo de sus padres. Entre cuerpos pintados, cortes de pelo y peleas en el barro se pone a prueba la hombría. Al regresar a sus casas, no volverán a ser los mismos. Un retrato de la infancia masculina y el sentido de pertenencia.[6][7][8][9][10][11][11][12][13]
- 2017: Zeta  Mediometraje Documental escrito por Jairo Cejas y Martín Falci, producido por Pedro Arturo Gómez y Gustavo Ruesjas. Estreno única función en agosto del 2017, en Cine Teatro de la Sociedad Española de Tafí Viejo, Tucumán.

#### Productor
- 2018: La Ausencia de Juana  Cortometraje de Ficción - Dirigido por Pedro Ponce Uda. 19 minutos.  Sinopsis: A fines de 1975, meses antes del comienzo de la dictadura militar en Argentina, una joven maestra es secuestrada por la policía. Desesperada, su madre emprenderá una intensa búsqueda para encontrarla mientras sucede un extraño fenómeno planetario.

- 2016: Érase una vez en el Norte  Serie Documental - Dirigida por Franco Lescano. 4 Capítulos de 26 minutos.  Sinopsis: Cuatro relatos de procedencia tanto mítica como legendaria del noroeste argentino: El Familiar, La Salamanca, El Kakuy y La Telesita.

- 2015: Totitita   Cortometraje de Ficción - Dirigido por Bonzo Villegas. 22 minutos.   Sinopsis: ¿Qué significa ser mujer? Toti, un joven universitario y militante político, buscará convertirse en una para conquistar al hombre de sus fantasías.

- 2015: Llamada Nocturna  Cortometraje de Animación - Dirigido por Natalia Quírico. 13 minutos.[14] Sinopsis: Hace sesenta años Barton está completamente solo en el planeta Marte, a la espera de ser rescatado y regresado a la Tierra. Pero todo cambia cuando se activa el software que programó años atrás, pensando en la posibilidad de que no regresen por él.

- *Selección Focus Argentina - 16th Festival International Signes de Nuit, París, 2018.